# ناحیه گیل لیک، شهرستان کرو وینگ، مینه سوتا
ناحیه گیل لیک (به انگلیسی: Gail Lake Township) یک منطقهٔ مسکونی در ایالات متحده آمریکا است که در شهرستان کرو وینگ، مینه‌سوتا واقع شده‌است.
 ناحیه گیل لیک ۴۶٫۸ کیلومتر مربع مساحت و ۹۲ نفر جمعیت دارد و ۴۰۷ متر بالاتر از سطح دریا واقع شده‌است.